# Meurthe
Die Meurthe [mœʁt], deutsch Mörthe (altdeutsch: Mörta, keltisch Murta), ist ein 161 km langer, rechter Nebenfluss der Mosel in der Region Grand Est in Frankreich. Mit einem mittleren Abfluss von etwa 41 m³/s ist sie nach Saar und Sauer der drittgrößte Nebenfluss der Mosel. Die größte Stadt an der Meurthe ist Nancy, die Hauptstadt des Départements Meurthe-et-Moselle.

## Geographie

### Quelle
Die Quelle der Meurthe befindet sich in den Vogesen im Norden des Hohneckmassivs nahe dem Westsattel des Col de la Schlucht und an der Route des Crêtes im Gemeindegebiet von Le Valtin.

### Verlauf
Die Meurthe folgt zunächst der großen Längstalung westlich des Vogesenhauptkammes mit der Route des Crêtes nach Nordosten und fließt dann generell in nordwestlicher Richtung durch das lothringische Schichtstufenland. 
Nach 160 Kilometern mündet sie nördlich von Nancy bei der Gueule d’Enfer (Gemeindegrenze zwischen Frouard und Custines) als rechter Nebenfluss in die Mosel. 
Die Mosel schwenkt hier abrupt auf die Fließrichtung der Meurthe ein. Die Meurthe war einst der Oberlauf der Mosel bis zu dem Zeitpunkt, als diese während der Saalekaltzeit vor etwa 250.000 Jahren die obere Maas ablenkte und zu ihrem heutigen eigenen Oberlauf machte.
Zwischen Dombasle-sur-Meurthe und der Mündung begleitet der Canal de la Marne au Rhin den Fluss. Das Einzugsgebiet umfasst das mittlere Drittel der Vogesen-Westabdachung und erstreckt sich über 3085 km². Auf ihrem Weg durchquert die Meurthe die Départements Vosges und Meurthe-et-Moselle.

Die Meurthe von der Quelle bis zur Mündung
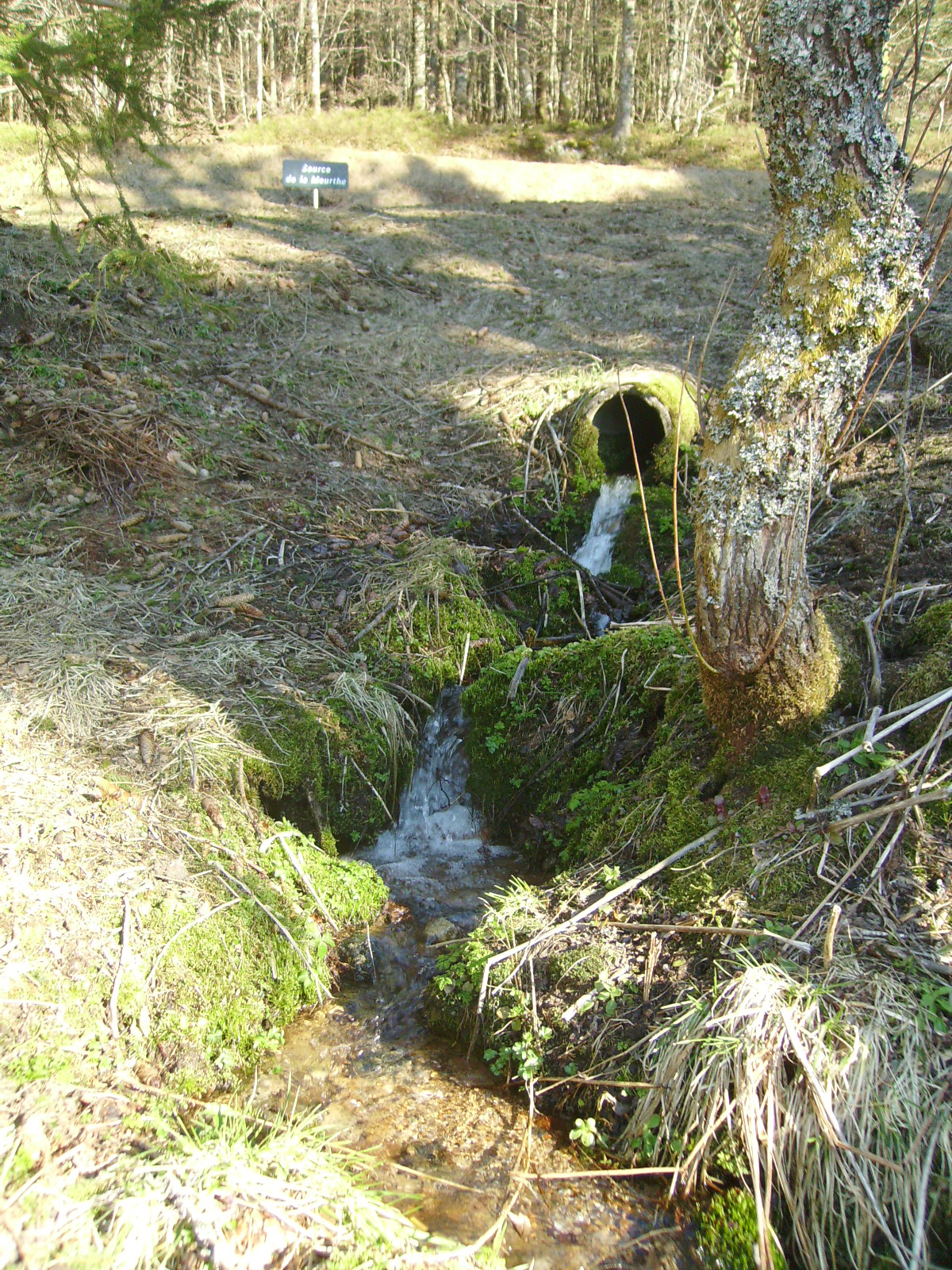
Quelle der Meurthe
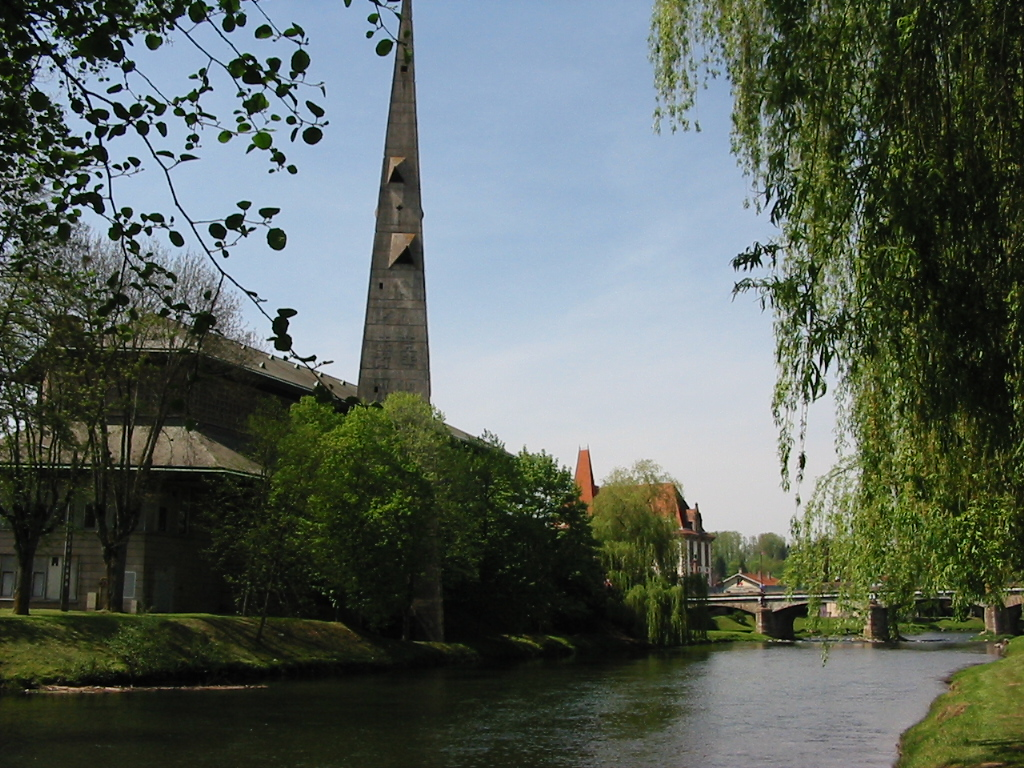
Die Meurthe bei Baccarat
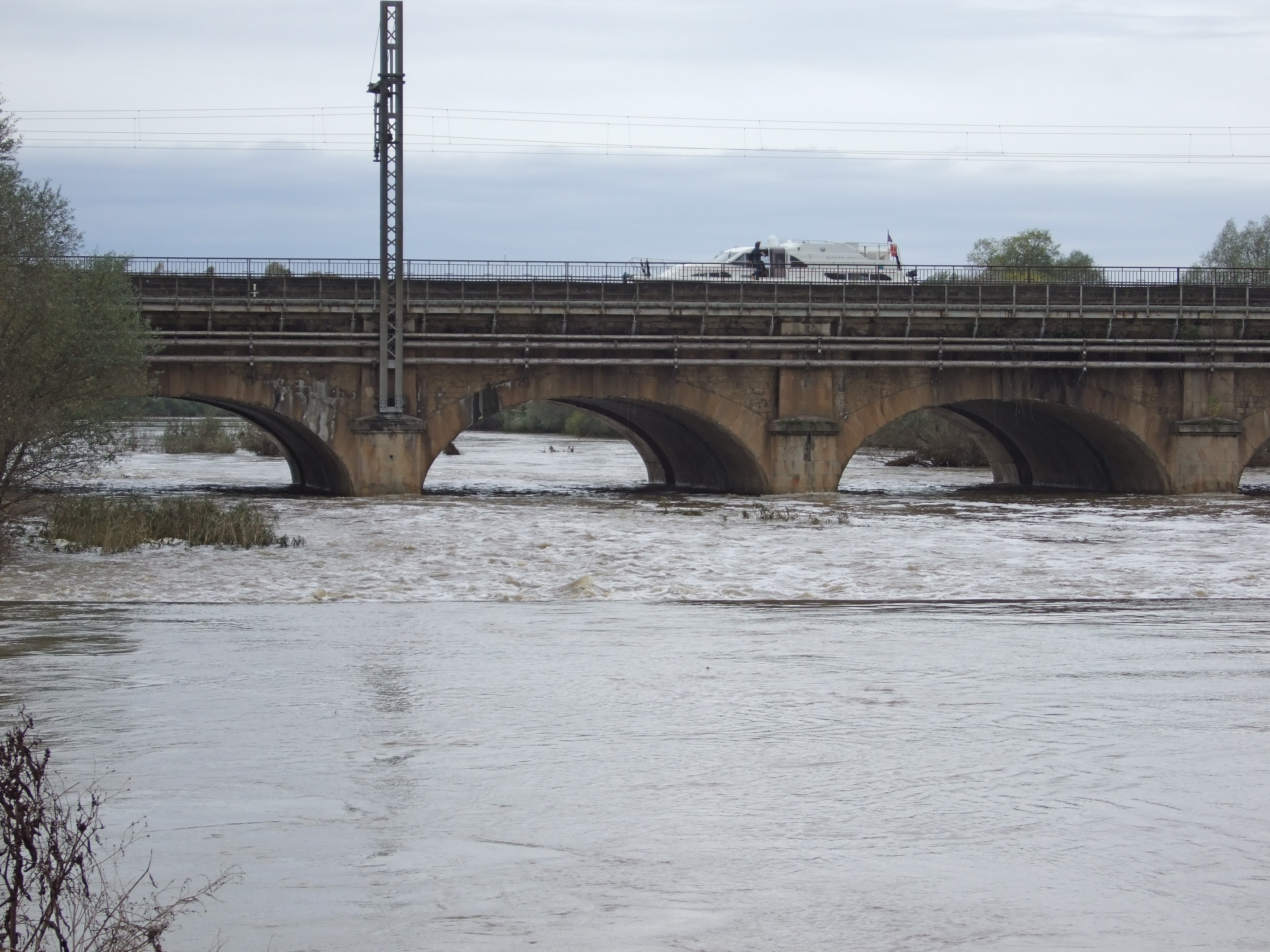
Eisenbahn- und Kanalbrücke des Canal de la Marne au Rhin über die hochwasserführende Meurthe bei Nancy
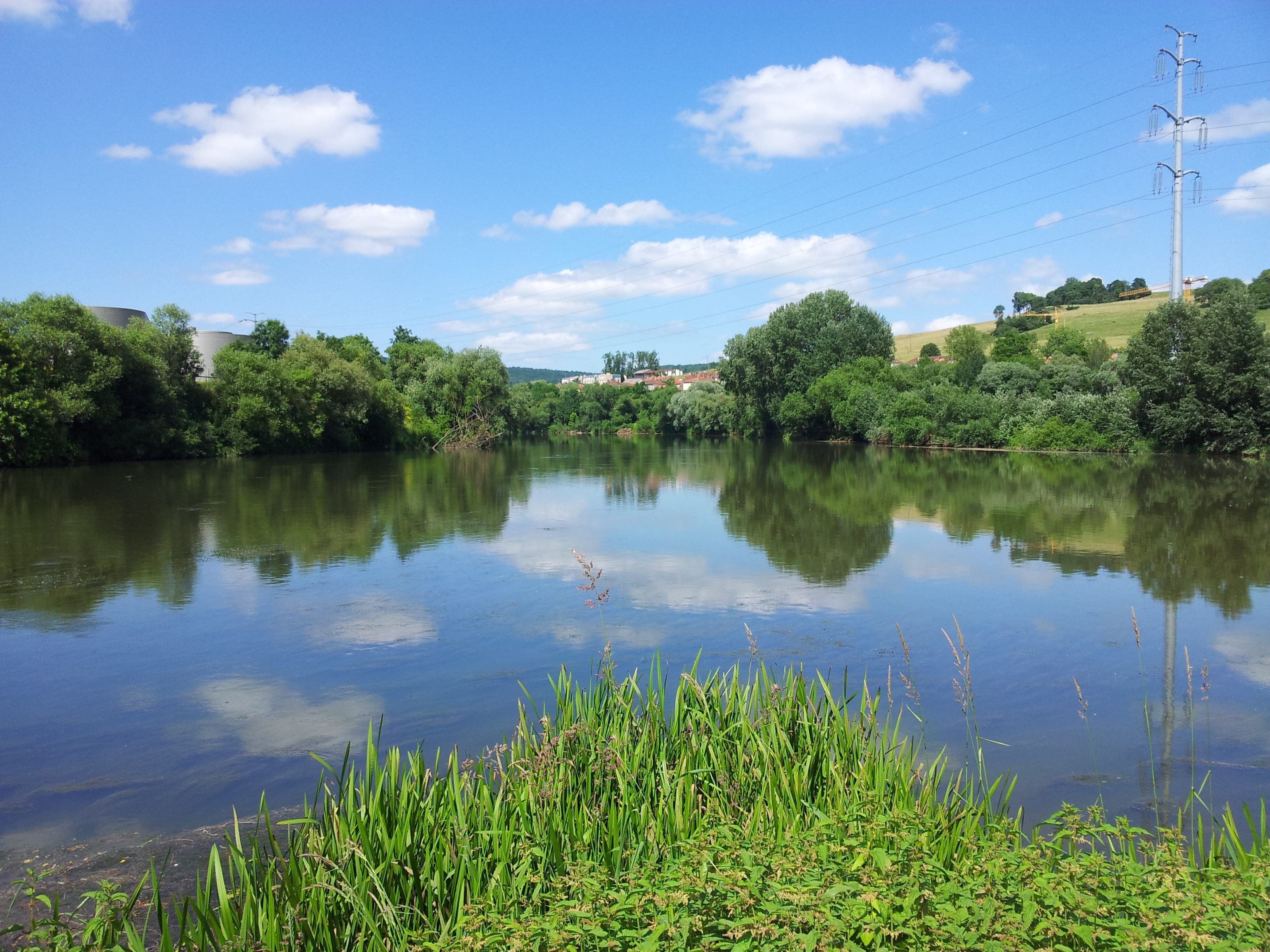
Mündung der Meurthe (von rechts) in die Mosel bei Custines

### Zuflüsse
(Reihenfolge in Fließrichtung)
| Name              | GKZ      | Lage   | Länge in km | EZG in km² | MQ in m³/s | Mündung                                | Mündungshöhe in m |
| ----------------- | -------- | ------ | ----------- | ---------- | ---------- | -------------------------------------- | ----------------- |
| La Petite Meurthe | A6010300 | links0 | 015,5000    | 0039,0000  | 0000,360   | bei Ban-sur-Meurthe-Clefcy             | 46400000          |
| L’Anoux           | A6020490 | links0 | 012,4000    |            |            | bei Saulcy-sur-Meurthe                 | 38200000          |
| La Fave           | A60-0200 | rechts | 022,2000    | 0178,2000  | 0003,310   | südöstlich von Saint-Dié-des-Vosges    | 35000000          |
| La Taintroué      | A6060590 | links0 | 014,5000    | 0042,4000  | 0000,740   | nordwestlich von Saint-Dié-des-Vosges  | 32300000          |
| La Hure           | A6080300 | rechts | 015,1000    | 0038,6000  | 0000,730   | bei La Voivre-La Hollande              | 30100000          |
| La Valdange       | A6090590 | links0 | 014,8000    | 0058,8000  |            | nordwestlich von Étival-Clairefontaine | 29100000          |
| La Rabodeau       | A61-0200 | rechts | 025,7000    | 0151,9000  | 0003,500   | bei Moyenmoutier-Saint-Blaise          | 28700000          |
| La Plaine         | A62-0200 | rechts | 034,3000    | 0126,6000  | 0002,420   | bei Raon-l’Étape                       | 28000000          |
| La Vezouze        | A6--0110 | rechts | 075,1000    | 0563,4000  | 0006,550   | in Lunéville                           | 22000000          |
| La Mortagne       | A6--0120 | links0 | 074,6000    | 0581,7000  | 0006,700   | in Mont-sur-Meurthe                    | 22000000          |
| Le Sânon          | A68-0200 | rechts | 048,6000    | 0291,6000  | 0002,820   | in Dombasle-sur-Meurthe                | 20400000          |
| Le Petit Rhone    | A6900380 | links0 | 010,8000    | 0026,3000  |            | in Saint-Nicolas-de-Port               | 20400000          |
| La Roanne         | A6910300 | rechts | 015,9000    | 0077,0000  | 0000,700   | in Saint-Nicolas-de-Port               | 20100000          |
| L’Amezule         | A6950300 | rechts | 019,4000    | 0086,3000  | 0000,720   | bei Lay-Saint-Christophe               | 19000000          |
| La Meurthe        | A6--0100 |        | 160,6000    | 3.085,4000 | 0041,100   | nördlich von Nancy                     | 18900000          |

Anmerkungen zur Tabelle
1. ↑  Längenangaben nach SANDRE, Einzugsgebiete und Abflusswerte nach Débits caractéristiques de la Meurthe
2. ↑  Petite Meurthe bei SANDRE (französisch)
3. ↑  L'Anoux bei SANDRE (französisch)
4. ↑  La Fave bei SANDRE (französisch)
5. ↑  La Taintroué bei SANDRE (französisch)
6. ↑  La Hure bei SANDRE (französisch)
7. ↑  La Valdange bei SANDRE (französisch)
8. ↑  La Rabodeau bei SANDRE (französisch)
9. ↑  La Plaine bei SANDRE (französisch)
10. ↑  La Vezouze bei SANDRE (französisch)
11. ↑  La Mortagne bei SANDRE (französisch)
12. ↑  Le Sânon bei SANDRE (französisch)
13. ↑  Le Petit Rhone bei SANDRE (französisch)
14. ↑  La Roanne bei SANDRE (französisch)
15. ↑  L'Amezule bei SANDRE (französisch)
16. ↑  Die Daten der Meurthe zum Vergleich

### Orte am Fluss
(Reihenfolge in Fließrichtung)
- Le Valtin (deutsch: Mortz)
- Fraize (deutsch: Freß)
- Saint-Dié-des-Vosges (deutsch: Sankt Diedeln oder Sankt Didel)
- Raon-l’Étape (deutsch: Raon am Zoll)
- Baccarat (deutsch: Burgamberg)
- Lunéville (deutsch: Lünestadt)
- Dombasle-sur-Meurthe (deutsch: Dombasel an der Mörthe)
- Nancy (deutsch: Nanzig)

## Hydrologie
An der Mündung der Meurthe in die Mosel beträgt die mittlere Abflussmenge (MQ) 41,1 m³/s; ihr Einzugsgebiet umfasst 3.085,4 km²
Am Pegel Malzéville beträgt im langjährigen Mittel (1960–2025) die Abflussmenge 39,4 m³/s, das Einzugsgebiet umfasst hier 2960 km². Die höchsten Wasserstände werden in den Wintermonaten Dezember bis Februar gemessen. Ihren Höchststand erreicht die Abflussmenge mit 64,0 m³/s im Januar. Von Februar an geht die Wasserführung stetig zurück, erreicht ihren niedrigsten Stand im August mit 17,6 m³/s und steigt danach wieder kontinuierlich an.
| Monatlicher mittlerer Abfluss in m³/s: Meurthe bei Malzéville Daten errechnet aus den Werten der Jahre 1960–2025   |
| --- |
| 70605040302010039,464,0Jan.65,2Feb.55,0März45,0Apr.36,0Mai29,8Juni20,4Juli17,6Aug.18,3Sep.27,3Okt.36,6Nov.59,3Dez. |
| Durchgehende Linie: Mittlerer Jahresabfluss (MQ) 39,4 m³/s                                                         |
| |
| Quelle: La Meurthe à Malzéville – hydro.eaufrance.fr                                                               |

## Geschichte
Bis ins 19. Jahrhundert diente die Meurthe ab Raon-l’Étape der Flößerei. Der nächstgelegene Kunde für das Holz war die Kristallerie von Baccarat, bisweilen wurden die Stämme aber auch auf dem Wasserweg bis Metz und Thionville geliefert. Nach dem Fluss benannt war das ehemalige französische Département Meurthe, das im heutigen Département Meurthe-et-Moselle aufgegangen ist.